# Michael D. Higgins
Michael Daniel Higgins (în irlandeză Mícheál D. Ó hUiginn; n. 18 aprilie 1941, Limerick, Munster⁠(d), Irlanda) este al nouălea și actualul președinte al Irlandei. Și-a început mandatul la 11 noiembrie 2011 în urma victoriei în alegerile din 2011. Higgins este politician irlandez, poet, autor și sociolog. Higgins a fost președintele Partidului Laburist până la demisia sa în urma alegerilor prezidențiale.